# Chalcosyrphus sacawajeae
Chalcosyrphus sacawajeae är en tvåvingeart som först beskrevs av Shannon 1926.  Chalcosyrphus sacawajeae ingår i släktet mulmblomflugor, och familjen blomflugor. Inga underarter finns listade i Catalogue of Life.